# Chariesthes schatzmayri
Chariesthes schatzmayri là một loài bọ cánh cứng trong họ Cerambycidae.